# Napoléon Henri Reber
Napoléon Henri Reber   (Mülhausen, 21 d'octubre de 1807 - París, 24 de novembre de 1880) fou un compositor francès.
Estudià amb Anton Reicha i Jean-François Lesueur, compongué música de cambra, i posà en música els nous poemes dels millors poetes francesos. Professor d'harmonia al Conservatori de París des de 1851, on tingué entre altres alumnes a Edmond de Polignac, José White, Georges Hüe, Eugène-Émile Diaz de la Peña i al polonès Karol Mikuli i en Lèo Ehrhart, hi succeí Jacques Fromental Halévy en tant que professor de composició el 1862. Va ser nomenat inspector del Conservatori el 1871 i escollit en substitució de George Onslow a l'Acadèmia de les belles arts el 1853.
Entre les seves obres hi ha el ballet Le Diable amoureux (1840); i cinc òperes: La Nuit de Noël (1848), Le Père Gaillard (1852), Les Papillotes de M. Benoist (1853) i Les Dames capitaines (1857). Va publicar igualment un Tractat d'harmonia (1862).
La seva germana era Henriette Reber (esposa d'Édouard Koechlin), que té un carrer amb el seu nom a Mülhausen (el carrer Henriette); va ser el primer nen nascut a Mulhouse després de la unió de la ciutat a França el 1798.